# Toni Micevszki
Toni Micevszki, macedónul: Тони Мицевски (Bitola, 1970. január 20. –) válogatott macedón labdarúgó, középpályás.

## Pályafutása

### Klubcsapatban
1987 és 1990 között a Poeševo, 1990–91-ben a Novaci, 1991 és 1995 között a Peliszter, 1995 a Sileks, 1996 és 1998 között a német Hansa Rostock, 1998–99-ben a Tennis Borussia Berlin labdarúgója volt. 1990–00-ban ismét a Peliszter csapatában szerepelt. 2000–01-ben a német Energie Cottbus, 2001–02-ben a Pobeda, 2002–03-ban a német VfL Osnabrück, 2004 és 2006 között az Energie Cottbus, 2006–07-ben a liechtensteini Eschen/Mauren játékosa volt. 2011-ben újra szerepelt a Poeševo csapatában. 1994-ben a Sileks, 2002-ben a Pobeda csapatával macedónkupa-győztes lett.

### A válogatottban
1993 és 2002 között 44 alkalommal szerepelt a macedón válogatottban és négy gólt szerzett.

## Sikerei, díjai
Sileks
- Macedón kupa
  - győztes: 1994

 Pobeda
- Macedón kupa
  - győztes: 2002